# Ian Polmear
Ian James Polmear AO (* 19. Februar 1928; † 3. Mai 2025) war ein australischer Materialwissenschaftler und ehemaliger Dreispringer.

## Sportliche Laufbahn
1950 gewann er Bronze bei den British Empire Games in Auckland.
Im selben Jahr stellte er am 2. Januar in Adelaide mit 14,80 m seine persönliche Bestweite auf.
Nach seiner sportlichen Laufbahn schlug Polmear eine Karriere als Ingenieur ein. 1949 schloss er ein Studium der Metallurgie an der Universität Melbourne ab. Er war anschließend in staatlichen Forschungsinstituten tätig, insbesondere im Aeronautical Research Laboratories. 1965 wurde er an der Universität Melbourne in Ingenieurwissenschaften promoviert. 1967 nahm er einen Ruf auf einen Lehrstuhl für Materialwissenschaften an der Fakultät für Ingenieurwissenschaften der Monash University im Melbourner Vorort Clayton an. Im Dezember 1991 wurde er emeritiert.
Polmear war seit 1976 Fellow der Australian Academy of Technology and Engineering. 1993 wurde er zum Officer of the Order of Australia ernannt. 2003 wurde ihm die Centenary Medal verliehen.